# Neoliodes longipes
Neoliodes longipes är en kvalsterart som beskrevs av Berlese 1916. Neoliodes longipes ingår i släktet Neoliodes och familjen Neoliodidae. Inga underarter finns listade i Catalogue of Life.